# Saudi Gazette
Die Saudi Gazette ist eine englischsprachige Tageszeitung aus Saudi-Arabien. Sie wurde 1976 gegründet und hat ihren Hauptsitz in Dschidda. Sie gehört ebenso wie die arabischsprachige Schwesterzeitung Okaz zur Mediengruppe Okaz Organization for Press and Publication.
Anfang der 1990er Jahre wurde die Saudi Gazette von der US-amerikanischen Botschaft als die wahrscheinlich antiamerikanischste Zeitung des Landes eingeschätzt.
Die Saudi Gazette hat eine Auflage von 14.400 bis 60.000 Exemplaren und konkurriert mit Arab News, der größeren englischsprachigen Tageszeitung aus Saudi-Arabien.
Ihr Direktor ist seit März 2005 Ahmed Al-Sanad Yousuf. Seit dem 14. April 2007 ist das Format der Zeitung unter Mohammed Al-Shoukani erneuert worden. Den Schwerpunkt legt die Zeitung nun auf die Verbreitung ihres englischen Inhalts im Internet. Sie hat daher auch nur vier saudische Reporter, die restlichen sind Ausländer, primär aus den USA.
Mitte Februar 2014 wurde Somayya Jabarti die erste Chefredakteurin in der Geschichte Saudi-Arabiens.